# Emanuel Büchel

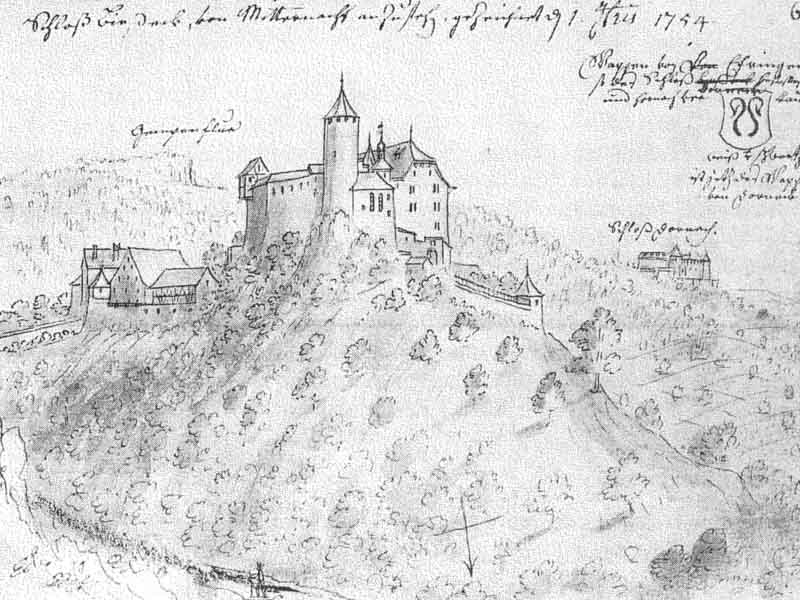
Burg Birseck, gezeichnet 1754 von Emanuel Büchel

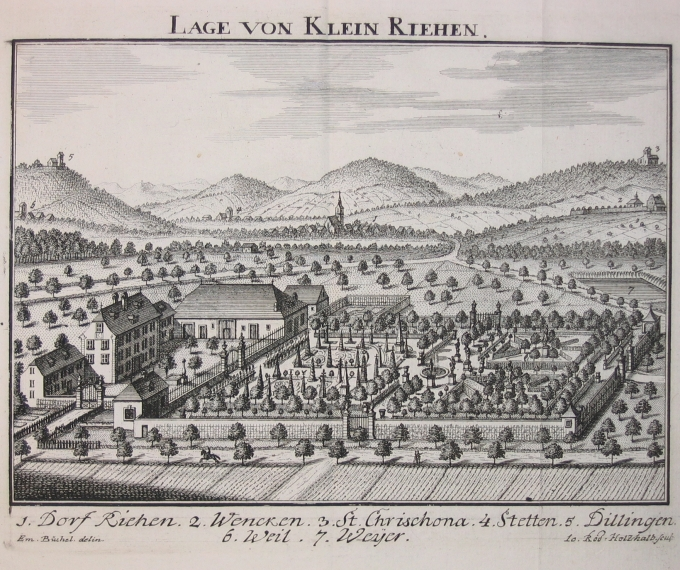
„Klein Riehen“ in der Barockzeit, Kupferstich von Johann Rudolf Holzhalb nach Emanuel Büchel, 1752

Emanuel Büchel (* 18. August 1705 in Basel; † 24. September 1775 ebenda) war ein Schweizer Bäcker, Zeichner, Topograph und Aquarellist. Er zeichnete vor allem die Botanik und Ansichten seiner Heimatgegend Basel.
Büchels Werk ist von grossem Wert für die Basler Kunstgeschichte und die Kenntnisse der Botanik um Basel. Seine zwischen 1735 und 1775 entstandenen Zeichnungen zeigen detailliert die Stadt Basel und deren Umgebung. Die daraus verfertigten Kupferstiche zeigen das Aussehen der alten Stadt und der Basler Landschaft. 
Emanuel Büchel war bei der Stadtregierung ein gefragter Illustrator und bekam 1770 den Auftrag, den Basler Totentanz zu kopieren und auf Papier zu bringen, welcher dann 1805 abgebrochen wurde.
Nach Emanuel Büchel ist eine Strasse im Basler St. Alban Quartier und eine in der Gemeinde Pratteln benannt. Eine ebendort Büchel-Weg genannte Rundwanderung wurde, basierend auf der Idee der Kulturkommission Pratteln, zu Büchels 300. Geburtstag durch den Verschönerungsverein Pratteln im Jahr 2005 realisiert.